# 雷讷维尔 (阿登省)
雷讷维尔（法語：Renneville，法語發音：[ʁɛnvil]）是法国大東部大區阿登省的一个市镇，属于勒泰勒区。

## 地理
雷讷维尔（49°39'29"N, 4°7'47"E）面积9.85 平方千米，位于法国大東部大區阿登省，该省份为法国北部内陆省份，西接埃纳省，南至马恩省，东临默兹省，北与比利时接壤。
与雷讷维尔接壤的市镇（或旧市镇、城区）包括：贝尔利斯、塞尔河畔罗祖瓦、勒蒂埃勒、弗拉伊库尔、瑟兰库尔。

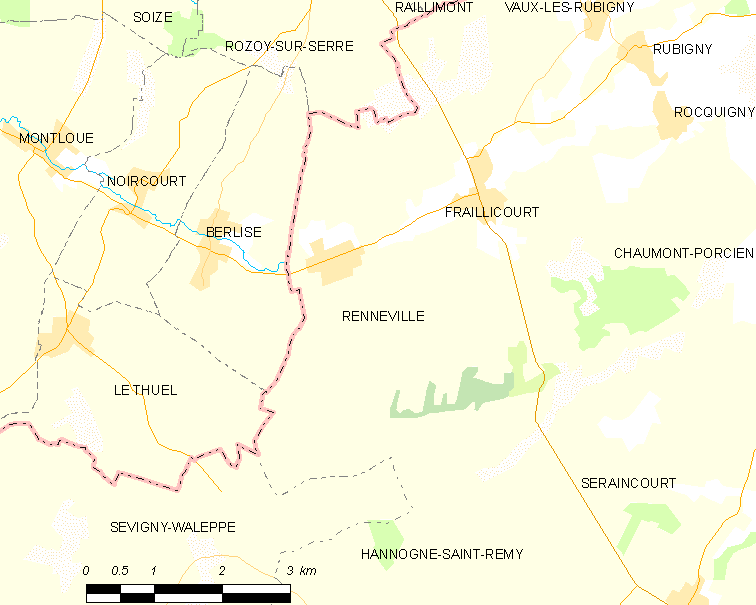
的OSM定位图

雷讷维尔的时区为UTC+01:00、UTC+02:00（夏令时）。

## 行政
雷讷维尔的邮政编码为08220，INSEE市镇编码为08360。

## 政治
雷讷维尔所属的省级选区为锡尼拉拜县。

## 人口

1962-2008年间人口变化图示

雷讷维尔于2022年1月1日时的人口数量为192人。